# Celjska grofija
Celjska grofija (nemško Grafschaft Cilli) je bila srednjeveška grofija na ozemlju sedanje Slovenije. Vladali so ji Celjski grofje.

## Zgodovina

### Nastanek
Celjska grofija je nastala po tem, ko so gospodje Žovneški podedovali ozemlja na slovenskem. Nenehno so pridobivali zemljo s strateškimi porokami in zvestobo svojemu neposrednemu podaniku, avstrijskim Habsburžanom. Celjski grof Herman II. je bil tudi tast ogrskemu kralju Sigismundu, ki je sčasoma postal cesar Svetega rimskega cesarstva in je svojemu tastu podelil več fevdov v Slavoniji in na Hrvaškem. Po Sigismundu je luksemburška linija izumrla in Habsburžani so nasledili cesarja, kar je dodatno okrepilo celjske grofe.

### Konec
Zadnjega pokneženega grofa Ulrika II. je leta 1456 umorila frakcija na Ogrskem brez naslednika. Njegovo posest znotraj cesarstva so podedovali avstrijski Habsburžani, medtem ko je njegovo posest zunaj cesarstva podedovala madžarska krona, ki je manj kot stoletje kasneje leta 1556 pod Ferdinandom I. tudi prešla pod habsburško oblast.

## Seznam grofov
| Slika | Grb | Ime          | Vladavina   | Zakonec                                   | Opombe |
| ----- | --- | ------------ | ----------- | ----------------------------------------- | --- |
|       |     | Friderik I.  | 1341 - 1359 | Diemut Wallseeška                         | Zadnji gospod Žovneški, prvi grof Celjski. Leta 1341 ga je cesar Ludvik IV. Bavarski povzdignil v stan državnega grofa s pridevnikom Celjski. Od leta 1332 do 1350 je bil deželni glavar Kranjske in Slovenske marke, v letih 1337/52 pa advokat samostana Gornji Grad. |
|       |     | Ulrik I.     | 1359 - 1368 | Adelajda Ortenburška                      | Sin Friderika I. Do svoje smrti je sovladal z mlajšim bratom Hermanom I. Med leti 1367 in 1367 je bil deželni glavar Kranjske. |
|       |     | Herman I.    | 1359 - 1385 | Katarina Kotromanić                       | Brat Ulrika I. Po bratovi smrti je vladal samostojno. |
|       |     | Viljem       | 1385 - 1392 | Ana Poljska                               | Sin Ulrika I. Po smrti strica Hermana I. je do svoje smrti leta 1392 sovladal z bratrancem Hermanom II. |
|       |     | Herman II.   | 1385 - 1435 | Ana Schaunberška                          | Sin Hermana I. Po smrti svojega bratranca Viljema je vladal samostojno. Med njegovo petdesetletno vladavino, ki je bila najdaljša od vladavin drugih grofov, je Celjska grofija doživela svoj vrhunec. V začetku 15. stoletja je postal upravičen do dednega naziva zagorskega grofa, po izumrtju Ortenburških leta 1418 pa še dednega naziva ortenburškega grofa. Med leti 1390 in 1400 je bil deželni glavar Kranjske. |
|       |     | Friderik II. | 1435 - 1454 | Elizabeta Frankopanska Veronika Deseniška | Sin Hermana II. Čarovniški proces njegove žene Veronike Deseniške je bil prvi na slovenskih tleh. |
|       |     | Ulrik II.    | 1454 - 1456 | Katarina Branković                        | Sin Friderika II., zadnji celjski grof. Leta 1436 je povzdignjen v rang kneza. Njegovo vmešavanje v ogrsko politiko je pripeljalo do zarote, ki se je izšla v njegovi smrti. Vsi trije njegovi moški potomci, Herman IV., Jurij ter Albert, so umrli pred njim, zaradi česar je rodbina Celjskih po moški liniji izumrla.                                                                                                |